# 南安阳村
南安阳村，是中华人民共和国山西省晋城市阳城县凤城镇下辖的一个乡镇级行政单位。
2014年11月25日，南安阳村公布为第三批中国传统村落。
2019年1月21日，南安阳村公布为第七批中国历史文化名村。